# 验封清吏司
验封清吏司，明清吏部官署名称，简称验封司。
明朝洪武二十九年（1396年）设立验封清吏司。管理文职官员封爵、褒赠、袭荫、土司嗣职。设郎中一人，员外郎一人，主事一人。洪熙元年（1425年）南京吏部设郎中一人，员外郎一人，主事一人。清朝顺治元年（1644年），沿置验封清吏司，设郎中二人，满洲一人，汉族一人；员外郎三人，满洲二人，汉族一人；主事三人，满洲一人，蒙古一人，汉族一人。以及笔帖式、经承若干人。所属有印房、都吏科、京官科、外官科、土官科。宣统三年（1911年），改组内阁，设立铨叙局、制诰局，裁撤验封司。